# Münchhof (Burghaslach)
Münchhof (fränkisch: Minchhouf) ist ein Gemeindeteil des Marktes Burghaslach im Landkreis Neustadt an der Aisch-Bad Windsheim (Mittelfranken, Bayern). Münchhof liegt in der Gemarkung Freihaslach.

## Lage
Das Dorf liegt am Freihaslacher Bach, einem linken Zufluss der Haslach. Im Norden erhebt sich der Heuchelheimer Berg (391 m ü. NHN), einer Anhöhe des Steigerwaldes. Die Staatsstraße 2256 führt nach Burghöchstadt (1,8 km westlich) bzw. nach Freihaslach (1,5 km östlich). Die Kreisstraße NEA 7 führt über einen Kreisverkehr der Staatsstraße 2261 nach Kirchrimbach (2 km südlich).

## Geschichte
Der Ort wurde 1293 als „curia munchofen“ erstmals urkundlich erwähnt, als Graf Heinrich von Castell einen Conrad Esel mit dem Gut belehnte. Das Bestimmungswort Münch- verweist auf die ursprüngliche Zugehörigkeit zu einem Kloster, im Falle Münchhofs das Kloster Ebrach. Münchhof lag im Fraischbezirk der Castell’schen Cent Burghaslach. Zugleich hatte das Castell’sche Amt Breitenlohe grundherrschaftliche Ansprüche.
Mit dem Gemeindeedikt (frühes 19. Jahrhundert) wurde der Steuerdistrikt Münchhof gebildet, zu dem Burghöchstadt, Hohnsberg, Holzberndorf, Hutzelmühle, Obermühle, Seeramsmühle, Sixtenberg, Untermühle und Wasserberndorf gehörten. Zugleich wurde Münchhof der Ruralgemeinde Freihaslach zugeordnet. Im Rahmen der Gebietsreform in Bayern wurde Münchhof am 1. Januar 1972 nach Burghaslach eingegliedert.

### Ehemalige Baudenkmäler
- Haus Nr. 4: Erdgeschossiges Wohnstallhaus mit Satteldach. Verputzter Massivbau von drei zu sechs Achsen, im Türsturz des Stalles bezeichnet „1876“. Fenster und Türrahmen aus Haustein, in spätbarocker Manier fasziert. Hoftor mit drei genuteten Steinpfeilern, die mit Kreuzdächern abschließen; Türsturz über der Pforte bezeichnet „1858“.[9]
- Haus Nr. 6: Anwesen Finster, vielleicht anstelle des „Münchhofes“. Drei steinerne Hoftorpfeiler mit Deckplatte, Pyramidenaufsatz und Kugelknauf wurden 1965 entfernt. Sie trugen das Wappen des Georg Finster und die Jahreszahl „1734“, außerdem Haussprüche: „Gott heißt sein liebes Volk / am Osterlamm sich laben / dessen Blut zum Schutz / an ihren Türen haben. Nach Jakobs Engel / traum erschallten seine Worte / allhier ist Gottes Haus / ja gar des Himmels Pforte“ (Jakobsleiter, (Gen 28,12–17 LUT)).[9]
- Haus Nr. 11: Erdgeschossiges Wohnstallhaus von sieben zu drei Achsen, im Türsturz unter dem Oberlicht bezeichnet „PR / 1821“. Verputzter Massivbau mit Halbwalmdach auf derb profiliertem hölzernen Traufgesims.[9]

### Einwohnerentwicklung
| Jahr      | 001818 | 001840 | 001861 | 001871 | 001885 | 001900 | 001925 | 001950 | 001961 | 001970 | 001987 |
| Einwohner | 104    | 114    | 124    | 122    | 132    | 119    | 97     | 110    | 76     | 73     | 75     |
| Häuser    | 16     | 15     |        |        | 19     | 19     | 18     | 17     | 17     |        | 17     |
| Quelle    | [ 11 ] | [ 12 ] | [ 13 ] | [ 14 ] | [ 15 ] | [ 16 ] | [ 17 ] | [ 18 ] | [ 19 ] | [ 20 ] | [ 1 ]  |

## Religion
Münchhof ist seit der Reformation evangelisch-lutherisch geprägt und nach St. Ägidius (Burghaslach) gepfarrt.